# Yūya Nishijima
Yūya Nishijima (japanisch 西嶋 有矢 Nishijima Yūya; * 21. Februar 1995 in der Präfektur Yamaguchi) ist ein japanischer Fußballspieler.

## Karriere
Nishijima erlernte das Fußballspielen in der Jugendmannschaft von Sanfrecce Hiroshima und der Universitätsmannschaft der Fukuoka-Universität. Seinen ersten Vertrag unterschrieb er 2017 bei Gainare Tottori. Der Verein spielte in der dritthöchsten Liga des Landes, der J3 League. Für den Verein absolvierte er vier Ligaspiele. Ende 2017 beendete er seine Karriere als Fußballspieler.